# 世界體育錦標賽列表
以下為世界錦標賽的體育項目：

## 比賽項目
- 世界田徑錦標賽
- 世界室内田径锦标赛
- 世界游泳錦標賽
- 世界短池游泳錦標賽
- 世界籃球錦標賽（世界男子篮球锦标赛和世界女子籃球錦標賽）
- 世界排球錦標賽
- 世界棒球锦标赛
- 世界羽毛球錦標賽
- 世界乒乓球錦標賽
- 世界男子网球世界杯（戴维斯杯）
- 世界女子网球世界杯（比利·简·金杯）
- 斯诺克世界锦标赛
- 世界男子手球錦標賽
- 世界室內五人足球錦標賽
- 世界体操锦标赛
- 世界射擊錦標賽
- 世界擊剑錦標賽
- 世界摔跤锦标赛
- 世界場地單車錦標賽
- 世界摩托车锦标赛
- 世界拉力锦标赛
- 世界举重锦标赛
- 世界一级方程式锦标赛
- 世界花样滑冰锦标赛
- 世界冰球锦标赛
- 世界定约桥牌队式锦标赛（百慕大杯）
- 世界定约桥牌女子队式锦标赛（威尼斯杯）
- 國際象棋世界錦標賽
- 世界高尔夫球锦标赛
- 世界拳擊錦標賽
- 世界跆拳道錦標賽
- 世界柔道锦标赛
- 世界越武道锦標赛
- 世界曲棍球錦標賽
- 世界射箭錦標賽
- 世界现代五项锦标赛
- 世界皮划艇锦标赛
- 世界赛艇锦标赛
- 世界帆船锦标赛
- 世界花式撞球錦標賽
- 世界女子壘球錦標賽
- 世界短道速滑錦標賽
- 世界冰壶锦标赛（包括世界男子冰壶锦标赛、世界女子冰壶锦标赛和世界混合冰壶锦标赛）
- 世界少年足球錦標賽
- 世界青年足球錦標賽
- 世界青年女子手球錦標賽
- 世界青年男子手球錦標賽
- 世界少棒錦標賽
- 世界青少棒錦標賽
- 世界青棒錦標賽
- 世界大學棒球錦標賽
- 世界青年排球锦标赛
- 世界青少年武术锦标赛